# Trichopterigia ustimargo
Trichopterigia ustimargo är en fjärilsart som beskrevs av W. Warren 1896. Trichopterigia ustimargo ingår i släktet Trichopterigia och familjen mätare. Inga underarter finns listade i Catalogue of Life.